# A47 (Groot-Brittannië)
De A47 is een 267 ;km lange hoofdverkeersweg in Engeland.
De weg verbindt Nuneaton via Leicester, Peterborough, King's Lynn, Norwich en Great Yarmouth met Lowestoft

## Hoofdbestemmingen
- Leicester
- Peterborough
- King's Lynn
- Norwich
- Great Yarmouth